# Internet Encyclopedia of Philosophy
La Internet Encyclopedia of Philosophy (IEP) és una enciclopèdia en línia sobre la filosofia, els termes filosòfics i els filòsofs. L’IEP combina la publicació d'accés obert amb la publicació revisada per experts. La contribució es fa generalment per invitació i els col·laboradors són especialistes internacionals reconeguts i líders en el seu camp.

## Història
L' IEP va ser fundada pel filòsof James Fieser el 1995, que operava a través d'una organització sense ànim de lucre amb l'objectiu de proporcionar informació accessible i acadèmica sobre filosofia. Els actuals editors són els filòsofs James Fieser i Bradley Dowden, i entre el personal també hi ha nombrosos editors de l'àrea, així com voluntaris. L'estiu del 2009 es va redissenyar tot el lloc web, passant de pàgines HTML estàtiques a la plataforma de publicació de codi obert WordPress.

## Organització
El públic al qual va destinat són estudiants i professors de filosofia que no són especialistes en la matèria i, per tant, els articles s'escriuen amb un estil accessible. Els articles consisteixen en una breu visió general, seguida del cos de l'article i una bibliografia comentada. Els articles es poden cercar mitjançant un índex alfabètic o mitjançant un mecanisme de cerca de Google.

## Ús
Analítiques de Similarweb suggereixen que s'accedeix al lloc web a tot el món entre dos i tres milions de vegades al mes. Aproximadament el 75% d’aquest ús es realitza mitjançant cerques a Internet, el 18% mitjançant accés directe i el 5% mitjançant referència, amb els llocs web de referència que inclouen altres llocs web de referència i guies de biblioteques universitàries.

## Reconeixement
L'American Library Association inclou el IEP a la llista dels millors llocs de referència gratuïts; catalogat com a recurs de filosofia en línia per la Federation of Australasian Philosophy in Schools Associations; llistat per EpistemeLinks com un dels "recursos destacats" de la filosofia a Internet; i apareix com a recurs fiable en moltes guies de filosofia de la universitat.